# Riso Kagaku
Riso Kagaku Corporation (яп. 理想科学工業株式会社) — японська компанія. Розробляє, виробляє і продає цифрові дуплікатори — різографи, що отримали назву за найменуванням компанії.

## Історія
Компанію заснував Нобору Хаяма у вересні 1946 року.

## Власники та керівництво
Президент компанії — Акіра Хаяма.

## Діяльність
Кількість працівників на 31 березня 2009 року: 1681 (3227 для RISO Group).
Штаб-квартира компанії розташована в Токіо. Має лістинг на токійській фондовій біржі.
Поширює продукцію в більш ніж 150 країнах світу. Підтримує фонд, що жертвує техніку для освітніх установ.